# Littérature écossaise
Pour un article plus général, voir Littérature britannique.
 (août 2009).
La littérature écossaise est la littérature écrite en Écosse ou par des auteurs écossais. Elle inclut la littérature écrite dans les langues suivantes : le gaélique, l’anglais, le scots, le brittonique, le français, le latin et toute langue dans laquelle un peu de littérature a été écrite dans les limites de l'Écosse moderne. La langue écossaise serait encore parlée par 60 000 locuteurs dans les années 2000 .

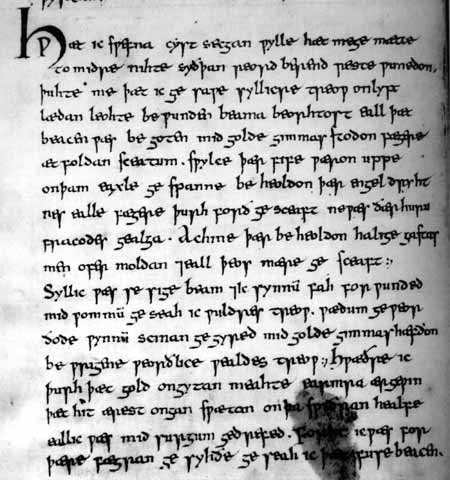
Manuscrit médiéval du Rêve de la Croix (vers 750).

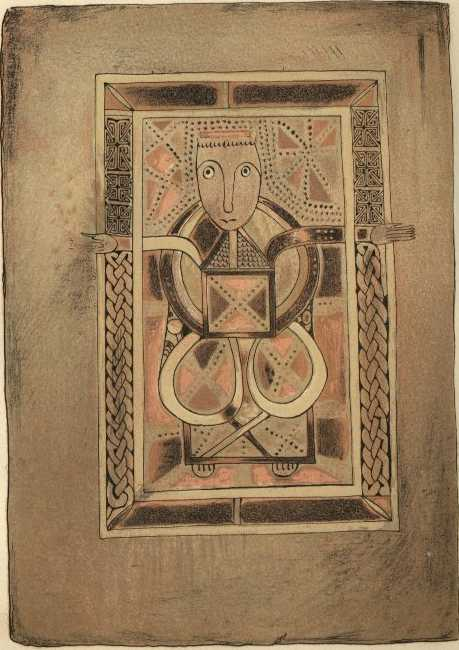
Couverture du Livre de Deer (vers 950).

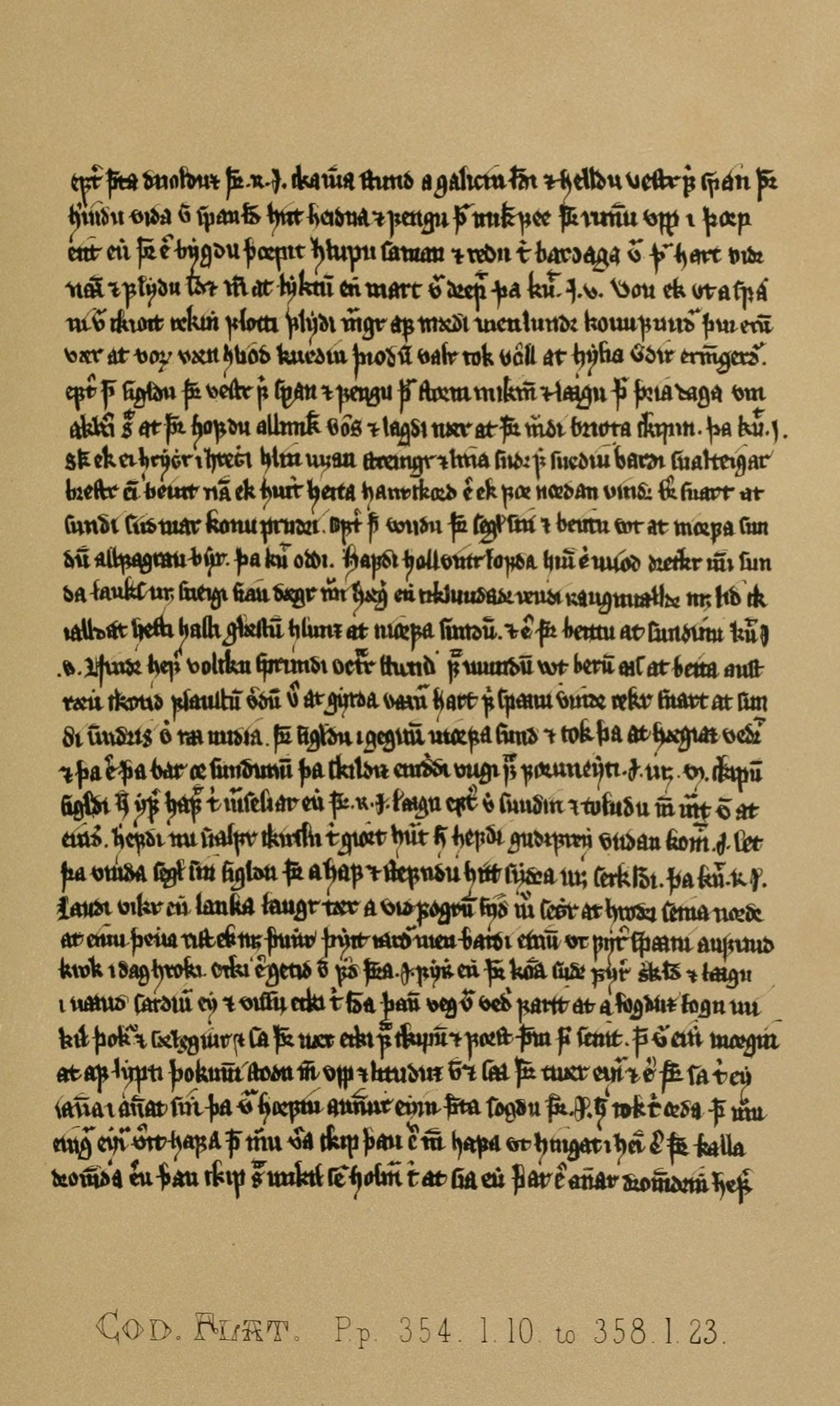
Page de Orkneyinga saga, vers 1230.

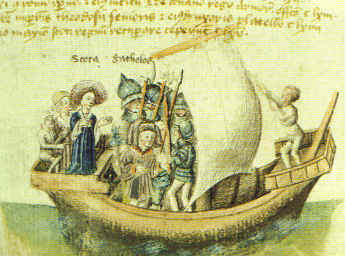
Walter Bower, Scotichronicon (vers 1445).

## Première littérature écossaise

### Prémices de la littérature provenant d’Écosse
Les populations vivant au nord de la Grande-Bretagne ont parlé des formes de langues celtiques. Une grande partie de la première littérature galloise a été vraiment composée dans ou près du pays que nous appelons aujourd'hui l’Écosse, étant donné que les langues brittoniques n'étaient alors pas confinées au pays de Galles et aux Cornouailles. Toutefois les érudits modernes indiquent que les Pictes ont parlé une langue brittonique (fondé sur le fait de la survie de noms de lieu, des noms personnels et d'évidence historique), mais aucune de leur littérature ne semble avoir survécu à l'ère moderne.
Pendant le haut Moyen Âge, les notions de nations écossaise et irlandaise n'existent pas. Les territoires définis par les Romains comme Hibernia (Irlande), Caledonia (Écosse) et Britannia (Angleterre) ne recouvrent pas les concepts gaels. En revanche, plusieurs royaumes gaels existent, dont le plus puissant est sans doute le Dal Riata, un royaume maritime qui, à son apogée au VIIe siècle, forme une élite dont la langue est le vieil-irlandais. La majeure partie de la poésie gaélique d'origine écossaise est produite par la communauté des moines gaels de Saint Columba à Iona.
Exemples d'œuvres :
- En brittonique :
  - le Y Gododdin (attribué à Aneurin), VIe siècle,
  - la Bataille de Gwen Ystrad (attribué à Taliesin), vers la fin du VIe siècle ;
- En gaélique :
  - l’Élégie pour saint Colomba  par Dallan Forgaill, en 597 apr. J.-C.,
  - Louange de saint Colomba par Beccan mac Luigdech of Rum, en 677 apr. J.-C. ;
- En latin :
  - La Prière pour la Protection (attribuée à saint Mugint), vers le milieu du VIe siècle,
  - Altus Prosator attribué à saint Colomba en 597 apr. J.-C. ;
- En vieil anglais :
  - The Dream of the Rood, 700 apr. J.-C. (seul fragment survivant du vieil anglais northumbrien de la première Écosse médiévale).

### Littérature écossaise médiévale
Après l'arrivée des Vikings, la fin du royaume de Dal Riata et l'avènement du royaume d'Alba, les variétés de gaélique parlées en Irlande et en Écosse vont progressivement s'éloigner. Toutefois, il est possible qu'une grande partie de la littérature en moyen irlandais ait été écrite en Écosse médiévale, mais peu de textes ont survécu à la disparition du Gaélique littéraire de l'Écosse de l'est au cours du XIVe siècle.
Quelques textes gaéliques écrits en Écosse ont survécu dans les sources irlandaises. La littérature gaélique écrite en Écosse avant le XIVe siècle  inclut le Lebor Bretnach, produit d'une littérature gaélique florissante établie au monastère d'Abernethy. Parmi les manuscrits célèbres de la littérature gaélique écossaise, on peut citer le Leabhar Deathan Lios Mòir (le « livre du doyen de Lios Mòir »), qui rassemble des textes en gaélique écossais, en irlandais, en scots, ainsi que quelques-uns en latin, recueillis par le doyen de la cathédrale de Lios Mòir de l'époque, Seumas MacGriogair, entre 1512 et 1526.
- Livre de Deer (vers 950-1050)
- Orkneyinga saga (vers 1200)

Le premier texte connu à être composé en  Moyen anglais du Nord, parlé dans les Plaines (appelé aujourd'hui " Early Scots") n'est apparu qu'au XIVe siècle. De John Barbour à une pléthore d'autre évidence, il est évident que le cycle fenian a prospéré en Écosse. Des allusions aux caractères légendaires Gaéliques sont évoquées dans la récente littérature anglo-écossaise (oral et écrit).
Parmi les auteurs gaëls du XVIe siècle, on compte Eachann Mò MacGill-Eathain et Niall Mòr MacMhuirich.

### Littérature romane
Au XIIIe siècle, le français prospère comme langue littéraire et produit des œuvres telle que le Roman de Fergus, qui fut le premier morceau de littérature en style local non-celtique provenant d’Écosse. De même, certains érudits écossais pensent que d'autres histoires de la légende arthurienne, écrites en français et préservées seulement en dehors de l'Écosse, peuvent avoir été écrites en Écosse.
Le latin fut aussi une langue très fortement utilisée en littérature. Il en existe de nombreux exemples tels que les célèbres œuvres : Inchcolm Antiphoner  et les Carmen de morte Sumerledi, un poème qui exulte triomphalement la victoire des citoyens de Glasgow sur Somailre mac Gilla Brigte.  L'œuvre médiévale la plus importante d’Écosse, le Vita Columbae, a aussi été écrite en latin.

## Littérature anglo-écossaise du bas Moyen Âge
Le premier texte important survivant de la littérature dite « early scots » (scots primitif) est The Brus de John Barbour (1375) composé sous le règne de Robert II, roi d'Écosse. Barbour est considéré comme le père de la poésie écossaise en parallèle avec son contemporain, Geoffrey Chaucer, qui occupe de façon indépendante une position semblable vis-à-vis du canon anglais. Kronykil de  Wyntoun et Wallace de Harry l'Aveugle ont suivi Barbour dans leur utilisation du genre « Brus », un mélange de roman historique et de chronique médiévale. De nombreux romans populaires issus du continent furent traduits en écossais pendant cette période, tel que: Launcelot o the Laik (du vieux français : Lancelot du Lac) et Li romans d'Alixandre (du vieux français : Roman d'Alexandre).
La langue littéraire classique, le français et le style de Geoffrey Chaucer ont eu une influence croissante sur la poésie écossaise au XVe siècle et qui a vu l'utilisation croissante d'une gamme des genres. Les makars (bardes écossais) et les poètes qui avaient des liens avec la Cour royale ont produit une part importante de la littérature en moyen écossais. À cette même période, au moins deux rois d'Écosse furent eux-mêmes makars, Jacques Ier d'Écosse (qui écrit The Kingis Quair et son descendant Jacques VI d'Écosse.
Nombre de makars bénéficièrent d'une éducation universitaire et ont ainsi été raccordés à l'Église chrétienne. Pourtant, la Lamentation des Makaris de William Dunbar (1505) fournit l'évidence d'une plus large tradition d'écriture séculaire en dehors de la Cour et de l'Église maintenant grandement perdue.
Le gaélique a toujours été une langue importante en Écosse et l'écrivain Walter Kennedy, un des makars associés à la cour de Jacques IV d'Écosse, a probablement écrit ses travaux dans cette langue, bien que seuls quelques exemples de sa poésie en scots aient survécu.
Les auteurs comme Robert Henryson, William Dunbar, l'écrivain Walter Kennedy, Gavin Douglas et David Lyndsay ont mené l'âge d'or de la littérature écossaise. La survie de beaucoup de leurs travaux est due, partiellement, à un certain nombre de collectionneurs de manuscrits du milieu du XVIe siècle, comme George Bannatyne, qui ont contribué à la transmission de ces travaux provenant de la période du moyen écossais. Beaucoup de figures importantes — particulièrement Henryson — écrivirent avant l'ère de l'imprimerie en Écosse (en 1508).
La prose écossaise s'est aussi développée pendant la période précédant l'imprimerie. Un des premiers travaux de prose originaux ayant survécu est The Meroure of Wyssdome de l'écrivain John Ireland (en) (1490), bien qu'il y ait de plus anciens fragments de prose écossaise originale, comme la Chronique Auchinleck. Quelques traductions de prose issue de livres français de chevalerie survivent aux environs de 1450. Au XVIe siècle, après la venue de l'imprimerie, John Bellenden traduisit Historia Gentis Scotorum as Chroniklis of Scotland de Hector Boece (publié en 1536) à la demande de Jacques V d'Écosse. Il a aussi traduit les cinq premiers livres de Tite-Live.
Eneados de Gavin Douglas fut une étape importante sous le règne de Jacques IV d'Écosse, ce fut le premier texte classique majeur à avoir été totalement traduit en anglic (dont descend le vieil anglais), achevé en 1513. Sa réception a pourtant été assombrie par le désastre de Flodden la même année et l'instabilité politique qui a suivi dans le royaume. Autre œuvre majeure, l'Agréable Satire des trois États de David Lyndsay est un exemple survivant de la tradition dramatique de cette période qui a cependant grandement été perdue. Malgré tout le courant de littérature écossaise est resté fort.
À la fin du siècle, Jacques VI, un autre grand mécène royal pour la littérature et la musique, a fondé la Castalian Band, un groupe composé de makars et de musiciens de la Cour, établie sur le modèle de la Pléiade en France. Le courtisan et makar Alexander Montgomerie en était un membre important. Pourtant ce centre culturel a été perdu après l'Union des Couronnes en 1603 quand Jacques a déplacé sa Cour à Londres.
La naissance de la traditionnelle ballade écossaise peut être située au début du XVIIe siècle. Les compilations de Francis James Child, The English and Scottish Popular Ballads (1882-1898) contiennent beaucoup d'exemples, comme le Chevalier elfe (en anglais : The Elfin Knight) imprimé aux environs de 1610 et Lord Randal (en). À cette période, l'Écosse commence à voir l'anglicisation gagner du terrain parmi quelques classes sociales, bien que la vaste  majorité de la population des Plaines parle toujours le scots, de même beaucoup de ballades orales : Border ballad et ballades du nord-est ont commencé à être mises par écrit. Les auteurs littéraires de la période incluent Robert Sempill (c. 1595-1665), Lady Wardlaw et Lady Grizel Baillie. Le roman écossais se développait au XVIIIe siècle, avec des auteurs tels que Tobias Smollett.
- Littérature écossaise au Moyen-Âge (en)
- Scotichronicon (vers 1450)
- Bannatyne Manuscript
- Manuscrit de Glenmasan
- Littérature en Écosse aux XVIe et XVIIe (en)

## DuXVIIesiècle au début duXIXe
Allan Ramsay (1686-1758) a posé les fondations d'un réveil de l'intérêt pour la littérature écossaise ancienne, aussi bien qu'il conduisit la tendance pour la poésie pastorale. La strophe de Burns a été développée comme une forme poétique.
En 1760, James Macpherson a prétendu avoir trouvé la poésie écrite par Ossian. Il a publié des traductions qui ont acquis une popularité internationale, étant proclamées comme un équivalent Celtique des épopées Classiques. Fingal écrit en 1762 a été rapidement traduit dans plusieurs langues européennes et son appréciation profonde de la beauté naturelle et de la tendresse mélancolique de son traitement de la légende ancienne fit plus que n'importe quel simple travail pour provoquer le Romantisme, surtout en Allemagne, avec Goethe et Herder. Beaucoup d'auteurs écossais, dont le jeune Walter Scott, en furent inspirés, mais finalement il devint clair que les poèmes n'étaient pas des traductions directes du gaélique mais des adaptations fleuries faites pour convenir aux attentes esthétiques de son public.
Parmi les auteurs écossais les plus connus, deux sont fortement associés à l'ère romantique, Robert Burns et Walter Scott. Le travail de Scott n'est pas exclusivement concerné par l'Écosse, mais sa popularité en Angleterre et à l'étranger a largement contribué à former le stéréotype moderne de la culture écossaise. Burns est considéré le poète national de l'Écosse ; son œuvre vient tout juste d'être révisée pour mieux refléter la largeur complète de son sujet, son œuvre ayant été largement censurée pendant l’époque victorienne.
Scott a recueilli des ballades écossaises et a publié le Minstrelsy de la Frontière écossaise avant de se lancer dans une carrière d'écrivain romancier en 1814 avec Waverley, souvent appelé premier roman historique. D'autres romans de Scott, parmi lesquels Rob Roy, ont renforcé son image de patriote. Il a aussi écrit l'Histoire d'Écosse. 
James Hogg, un auteur encouragé par Walter Scott, fit une utilisation créative du fond religieux écossais dans la production de son distinctif les Mémoires privés et les Confessions d'un pécheur justifié qui peut être vu comme la présentation du thème de la dualité qui serait repris plus tard dans L'Étrange Cas du docteur Jekyll et de M. Hyde. Hogg peut avoir emprunté son motif littéraire du concept du « co-choisiche » dans la tradition du folk gaélique.

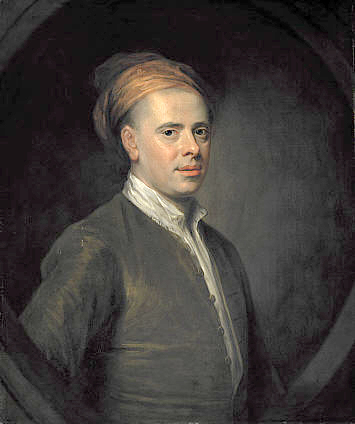
Allan Ramsay (1684-1758)
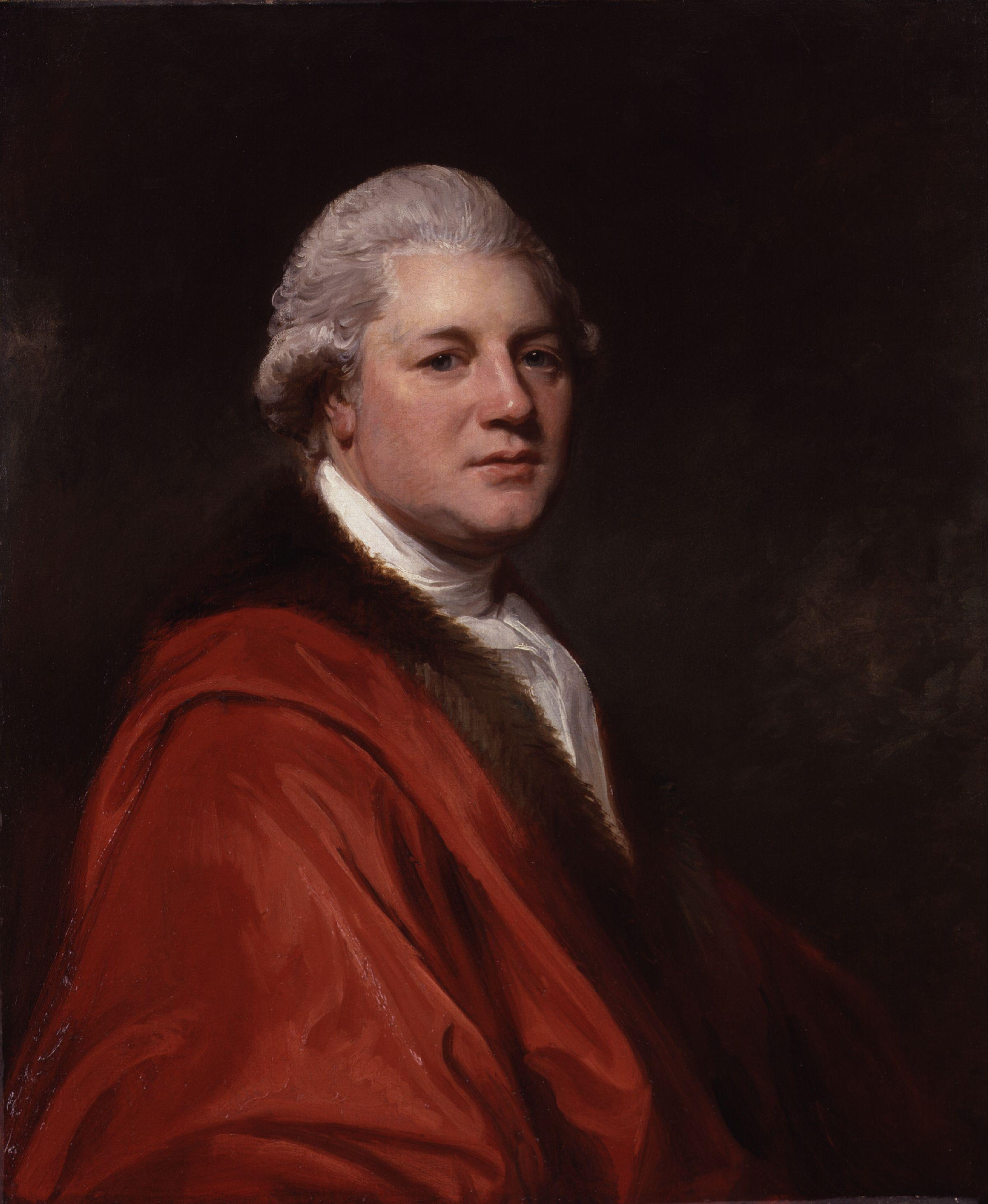
James Macpherson (1736-1796)
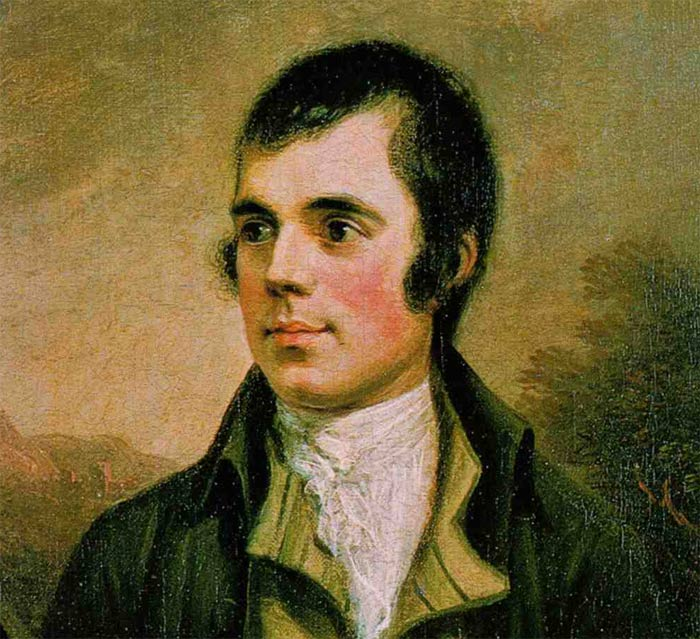
Robert Burns (1759-1796)
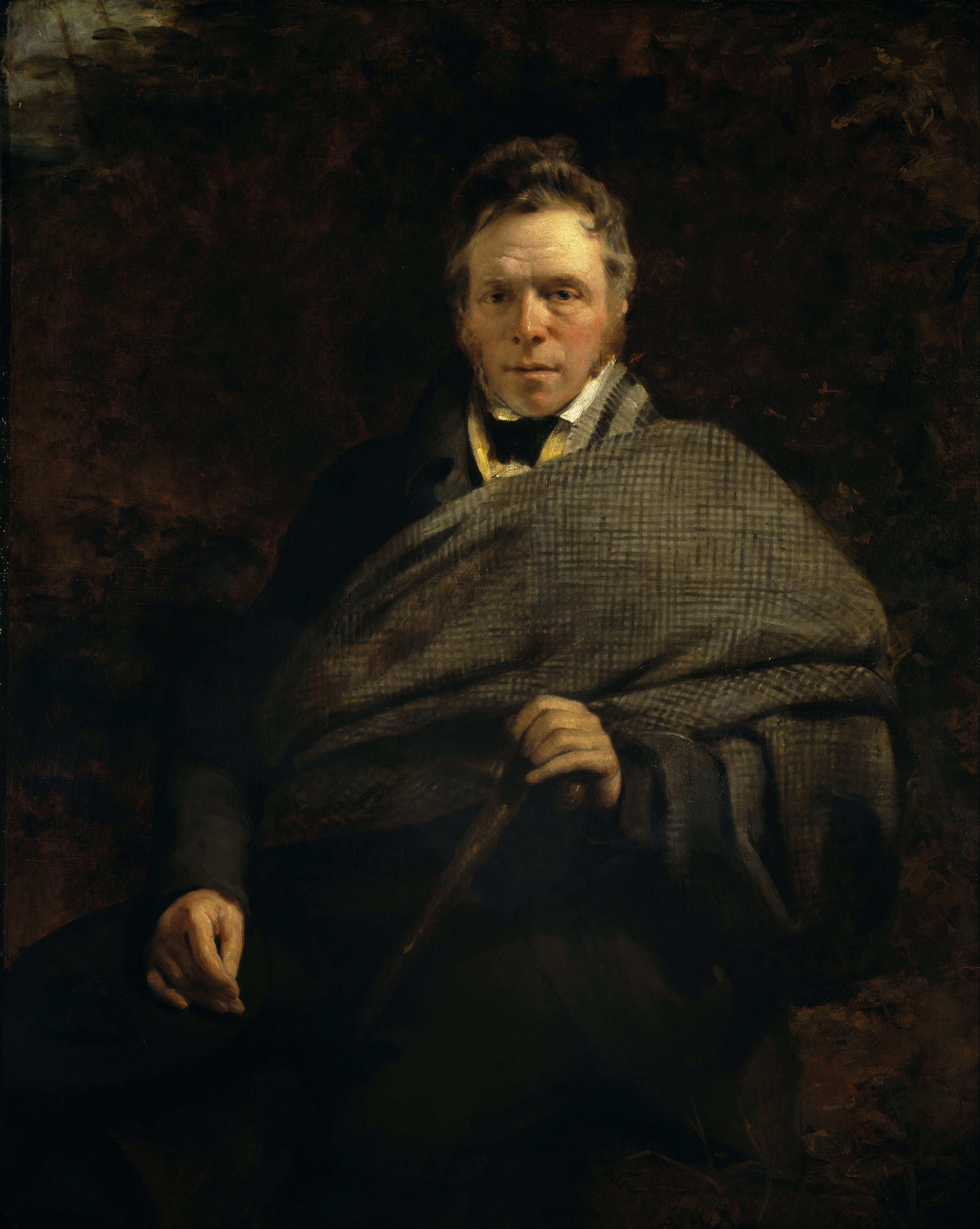
James Hogg (1770-1835)
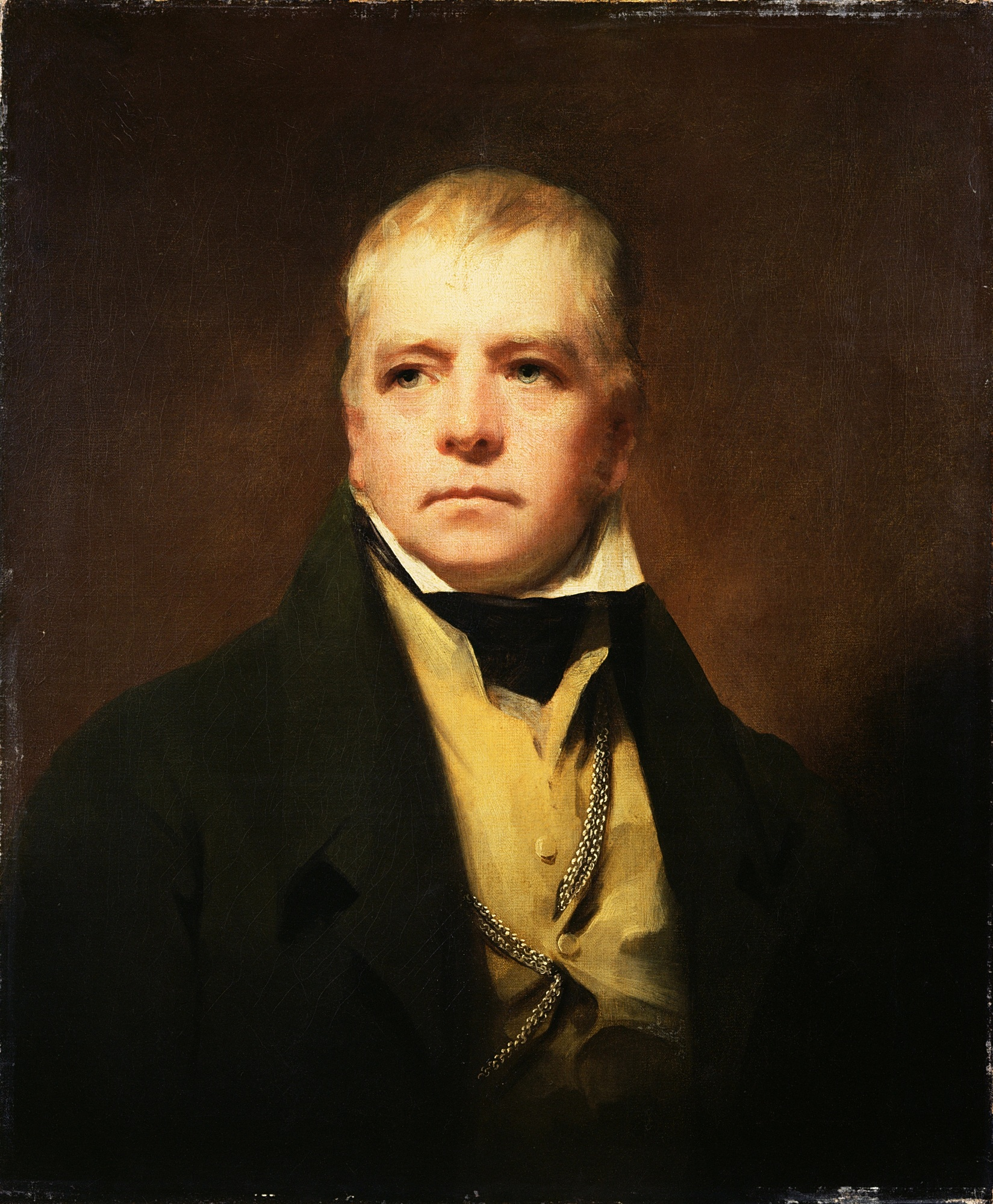
Walter Scott (1771-1832)

## 1850-1950
Dans la dernière moitié du XIXe siècle, la population de l'Écosse devint de plus en plus urbaine et industrialisée. Pourtant, l'appétit des lecteurs, d'abord aiguisé par Walter Scott, pour les romans d'exploits héroïques sur fond de paysages écossais mythiques, sauvages, encouragea encore plus de romans qui ne reflétaient pas la réalité de la vie à cette période.
Une tradition intellectuelle écossaise, remontant au moins au philosophe David Hume peut être vue reflétée dans les livres de Sherlock Holmes de sir Arthur Conan Doyle, bien que Holmes soit maintenant vu dans le cadre de Londres par excellence, on peut soutenir que l'esprit de déduction dans ces livres est plus écossais qu'anglais.
Les plus célèbres travaux de Robert Louis Stevenson sont toujours aussi populaires et ont donné lieu à de nombreux films et pièces de théâtre. L'Étrange Cas du docteur Jekyll et de M. Hyde (1886) dépeint la double personnalité d'un docteur gentil et intelligent qui se transforme en monstre psychopathe après qu'il a absorbé un médicament dans l'intention de séparer le bon côté de sa personnalité du mauvais. Enlevé ! est un roman historique qui tient place à la suite des rébellions jacobites et L'Île au trésor est le roman de pirates et d'aventures.
L'introduction du mouvement connu comme la tradition kailyard à la fin du XIXe siècle, a ramené les éléments de fantaisie et de folklore à la mode. J. M. Barrie est un exemple de ce mélange de modernité et de nostalgie. Cette tradition a été vue comme une pierre d'achoppement importante pour la littérature écossaise, le fait de concentrer, comme il a fait, sur une peinture idéalisée, pastorale de la culture écossaise, en s'éloignant de plus en plus de la réalité de la vie en Écosse à cette période. Cette tradition a été satirisée par George Douglas Brown dans son roman The House with the Green Shutters. Il pourrait être soutenu que la littérature écossaise souffre encore beaucoup des échos de cette tradition aujourd'hui.
Les travaux de l'ecclésiastique George MacDonald sont aussi très populaires.
Au début du XXe siècle en Écosse, une renaissance dans l'utilisation du scots des Plaines s'est produite, la plus connue de ces figures étant Hugh MacDiarmid. D'autres contemporains étaient A.J. Cronin, Eric Linklater, Naomi Mitchison, James Bridie, Robert Garioch, Robert McLellan, Nan Shepherd, William Soutar, Douglas Young et Sydney Goodsir Smith. Cependant, la reprise a été grandement limitée à la poésie et à d'autres littératures. Le travail de Sorley MacLean dans le Gaélique écossais au cours des années 1930 a donné une nouvelle valeur à la littérature moderne dans cette langue. Edwin Muir recommanda, par contraste, la concentration sur l'anglais comme une langue littéraire. Les romanciers Neil M. Gunn et Lewis Grassic Gibbon ont mis l'accent sur le conflit linguistique réel se produisant dans la vie écossaise pendant cette période dans leurs romans en particulier, The Silver Darlings et A Scots Quair respectivement, où nous pouvons voir que la langue des protagonistes s'anglicise progressivement alors qu'ils tendent de plus en plus à un style de vie industriel.

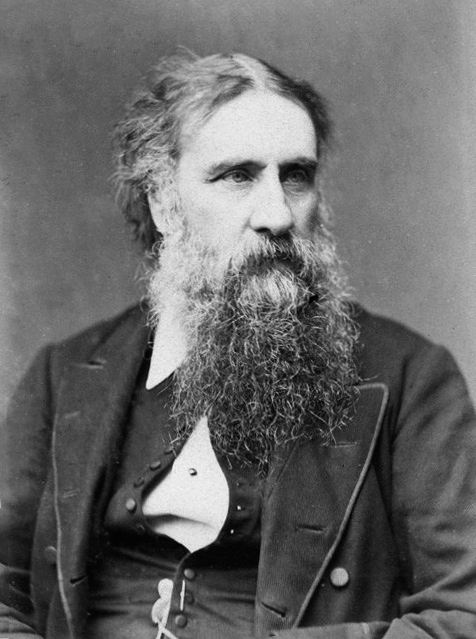
George MacDonald (1824-1905)
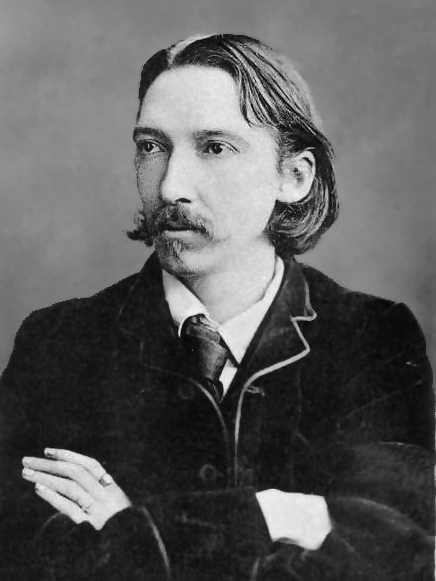
Robert Louis Stevenson (1850-1894)
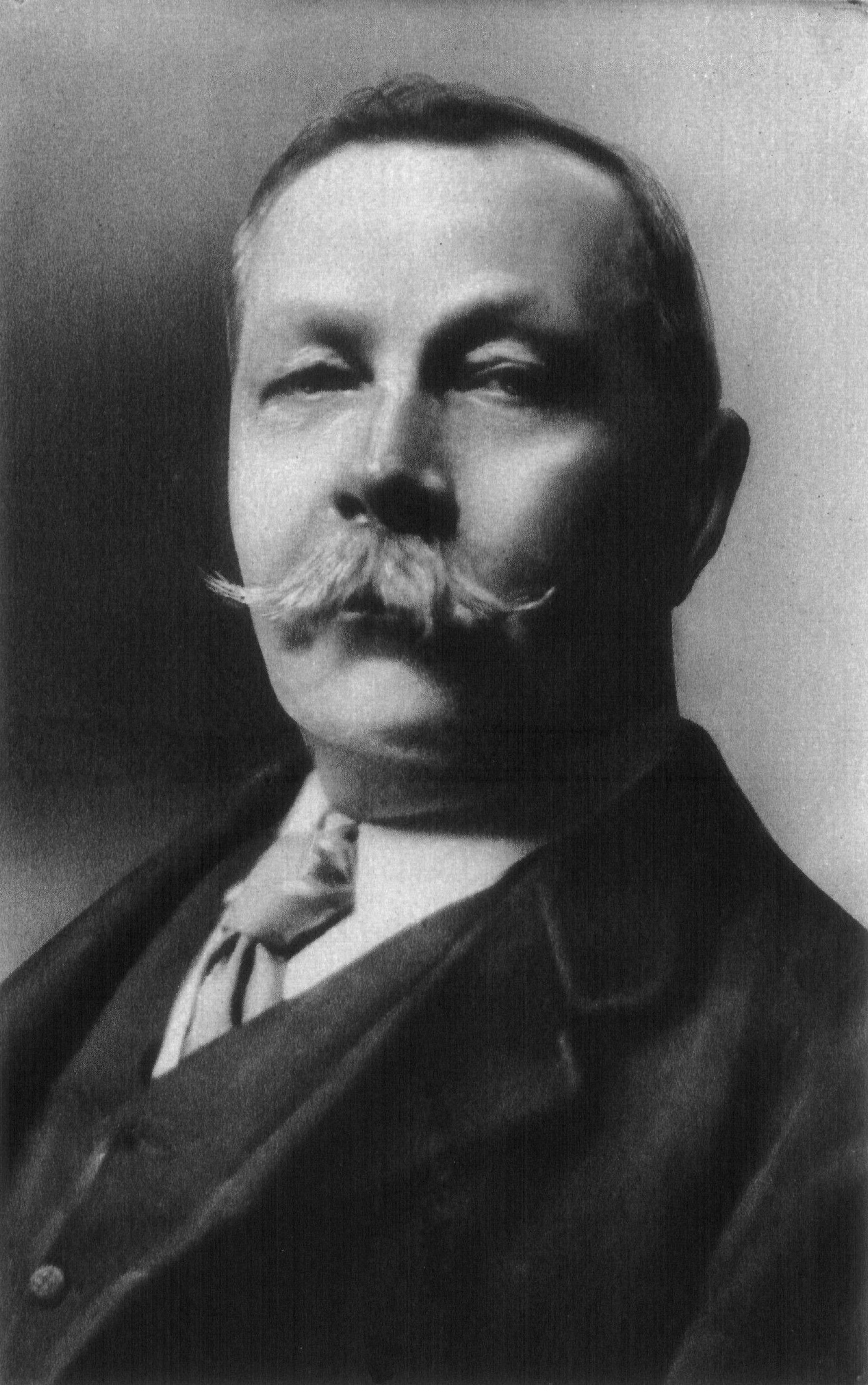
Arthur Conan Doyle (1859-1930)
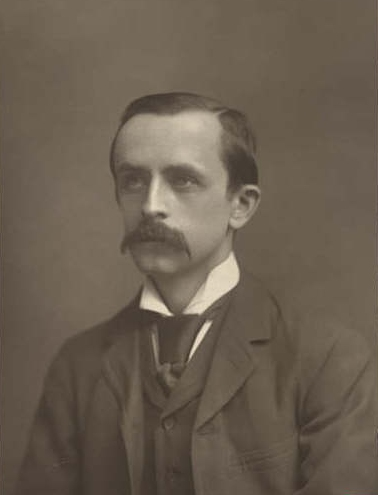
J. M. Barrie (1860-1937)
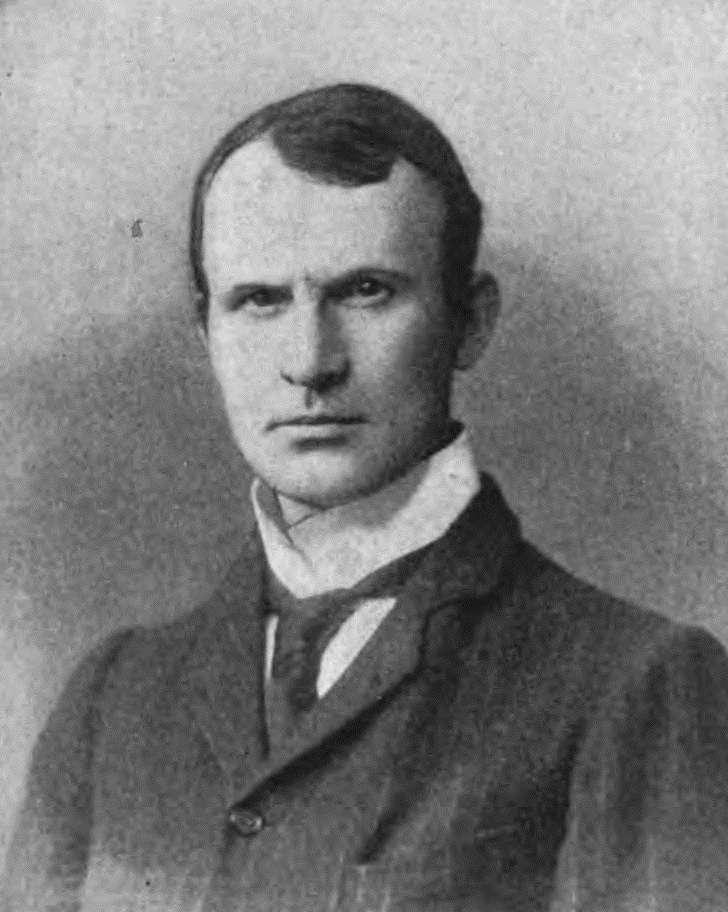
George Douglas Brown (1869-1902)
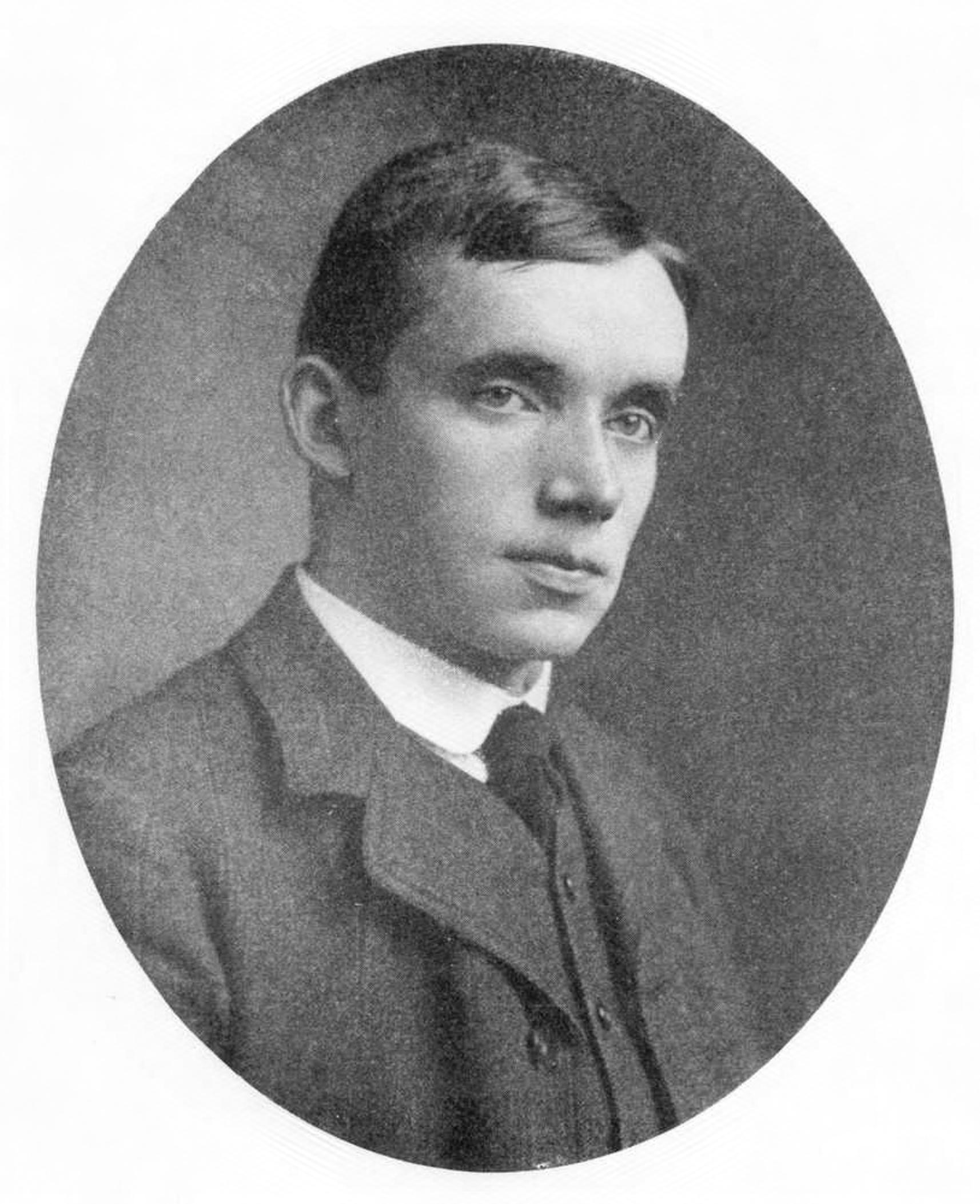
James Bridie (1888-1951)
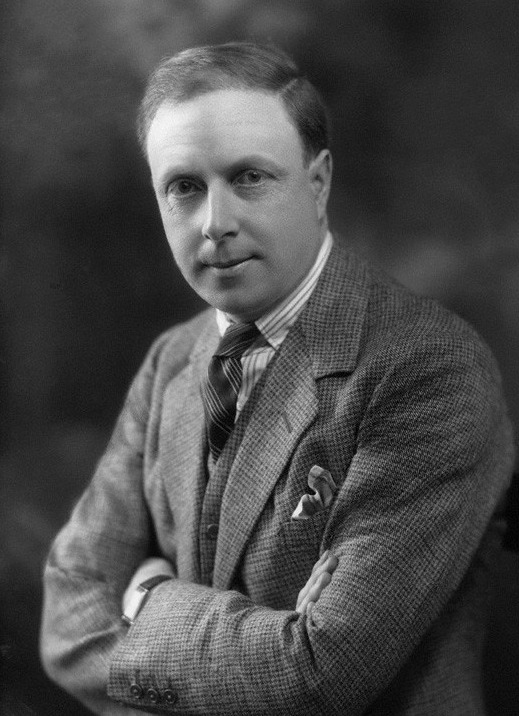
A. J. Cronin (1896-1981)
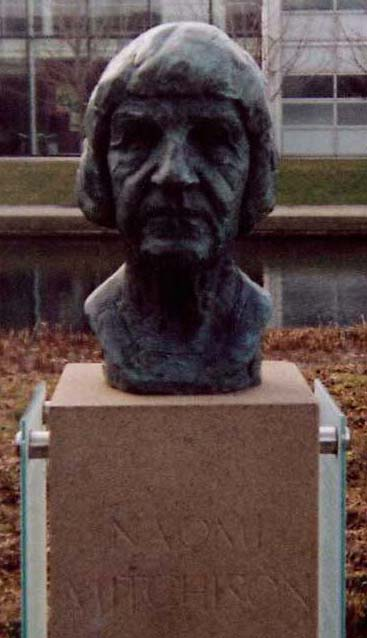
Naomi Mitchison (1897-1999)
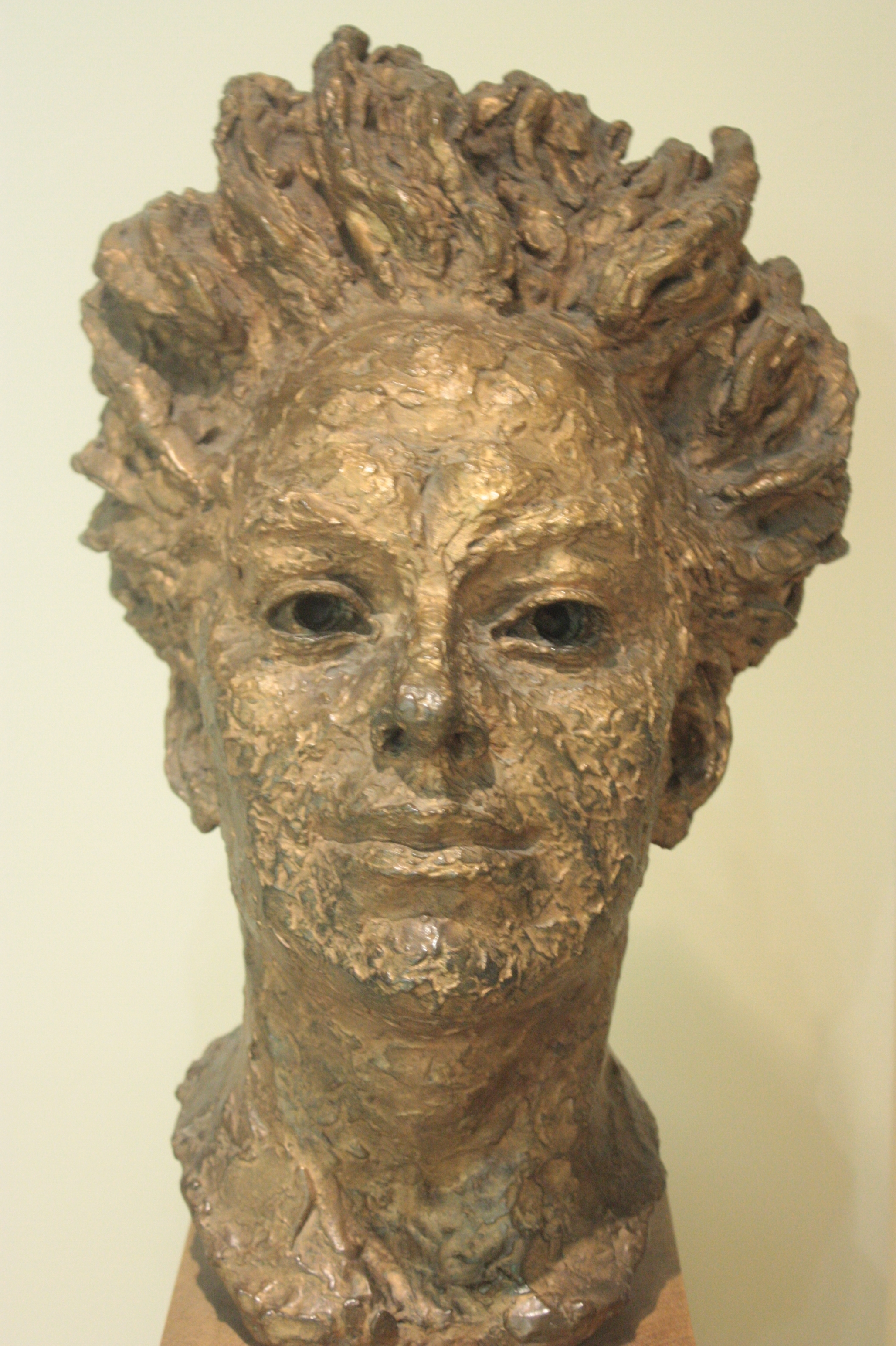
William Soutar (1898-1943)
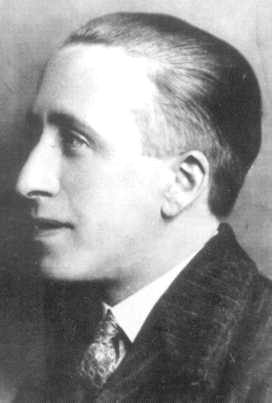
Lewis Grassic Gibbon (1901-1935)

## 1950-2000
Les nouveaux auteurs des années d'après-guerre ont affiché une nouvelle "extériorité". Alexander Trocchi en 1950 et Kenneth White en 1960 ont tous deux quitté l'Écosse pour vivre et travailler en France. Edwin Morgan s'est fait connaître pour les traductions de  ses travaux dans de nombreuses langues européennes.
Edwin Morgan est l'actuel Makar écossais (le poète national officiellement rémunéré, équivalent écossais d’un poète lauréat) et produit aussi des traductions de littérature mondiale. Sa poésie couvre le courant et le controversé, variant sur les problèmes politiques et les discussions théoriques.
Un phénomène remarquable a été le « Tartan noir », bien que l'authenticité du genre ait été contestée.
La tradition de fiction fantastique est continuée par Alasdair Gray, dont Lanark est devenu un classique-culte depuis sa publication en 1981. Les années 1980 ont aussi apporté l'attention sur des auteurs comme James Kelman et Jeff Torrington.
Les travaux d'Irvine Welsh, dont le célèbre Trainspotting sont écrits dans un anglais nettement écossais et reflètent la faiblesse de la culture écossaise contemporaine. D'autres auteurs commerciaux, Iain Banks et Ian Rankin ont aussi atteint la reconnaissance internationale pour leur travail et, comme Welsh, ont fait adapter leurs livres pour le cinéma ou la télévision.
Alexander McCall Smith, Alan Warner et le romancier de Glasgow Suhayl Saadi, dont le conte le Temps supplémentaire est en patois de Glasgow, apportèrent des contributions significatives à la littérature écossaise au XXIe siècle.
La littérature gaélique écossaise connaît actuellement un renouveau des éditions, avec la publication d’An Leabhar Mòr et la série the Ùr Sgeul, qui a encouragé de nouveaux auteurs de poésie et de fiction.
Le canon écossais de littérature s'est au cours des dernières années ouvert à l'idée d'inclure des auteurs femmes, en encourageant une revisite de travail féministe écossais du passé et présent. Certains auteurs remarquables qui ont gagné des prix au cours des vingt dernières années sont A. L. Kennedy, Janice Galloway, Jackie Kay, Leila Aboule et Ali Smith.
Au cours des dernières années l'éditeur Canongate Books est devenu très vite prospère en publiant la littérature écossaise de toutes les époques et en encourageant la nouvelle littérature.
- École de Glasgow (années 1970)

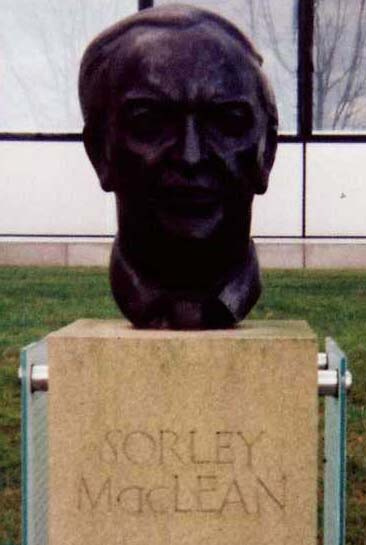
Sorley MacLean (1911-1996)
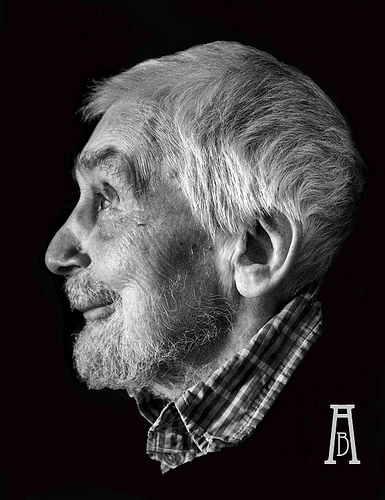
Edwin Morgan (1920-2010)
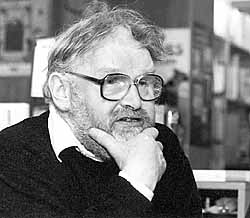
Alasdair Gray (1934-2019)
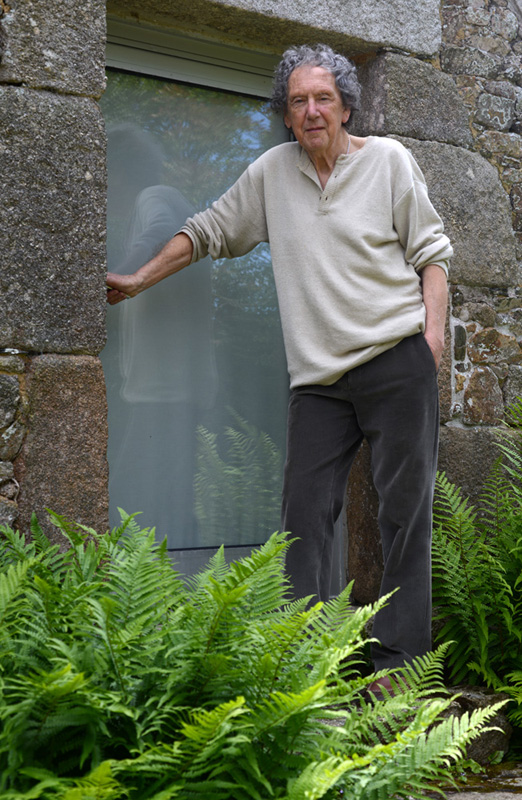
Kenneth White (1936-)
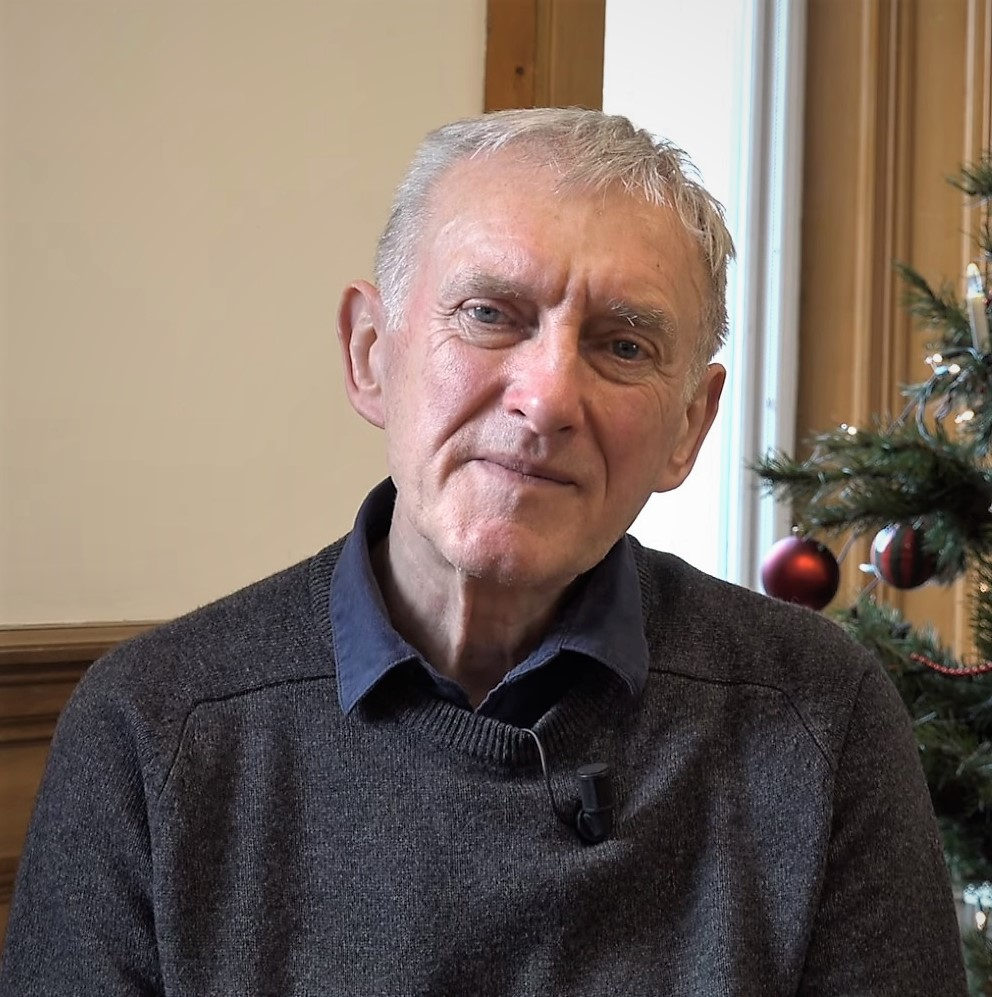
James Kelman (1946-)
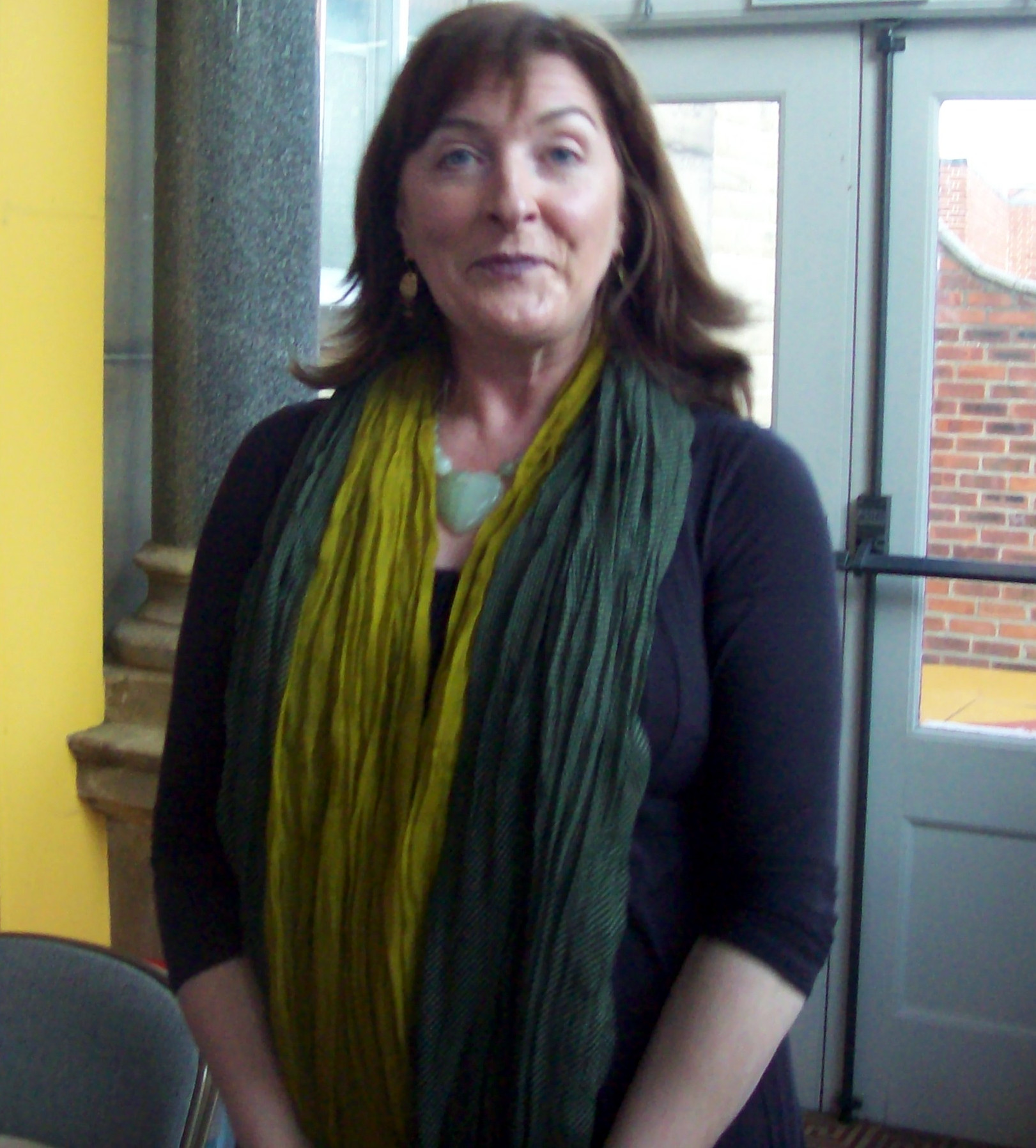
Janice Galloway (1955-)
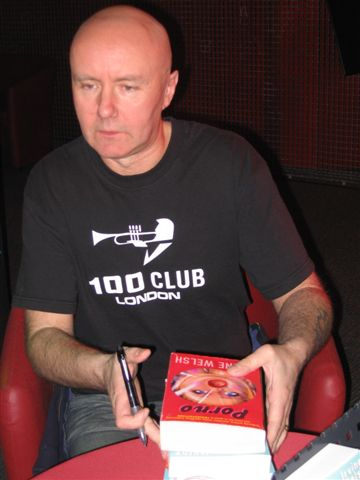
Irvine Welsh (1958-)
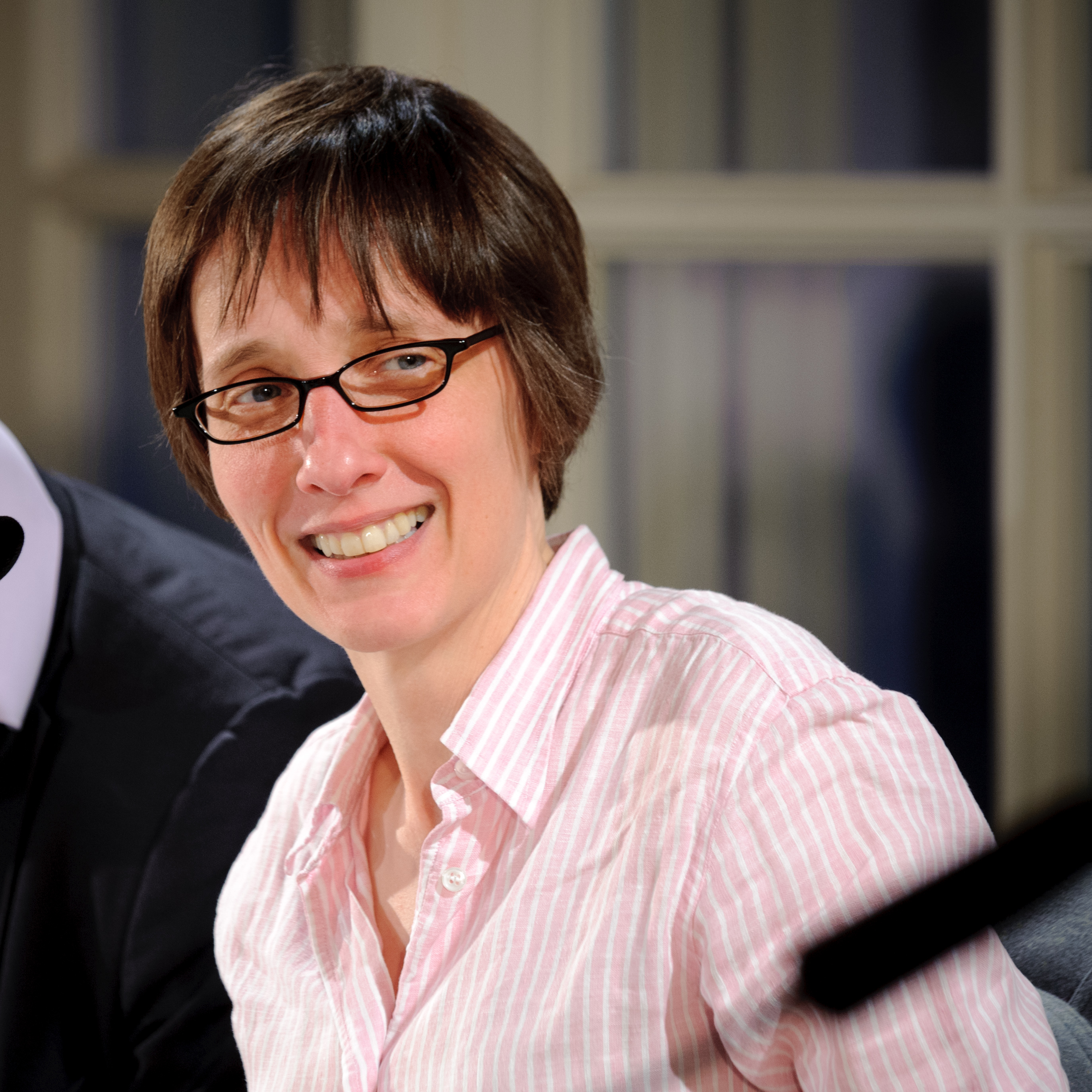
Alison Louise Kennedy (1965-)

## Auteurs
- Liste d'écrivains écossais
  - Liste de dramaturges écossais, toutes langues (en)                       
  - Liste de romanciers écossais, toutes langues (en)                       
  - Liste de poètes écossais, toutes langues (en)                       
  - Liste d'écrivains écossais ou assimilables de science-fiction (en)               
  - Liste de nouvellistes écossais (en)
- Chronologie de la littérature jeunesse écossaise (de)
- Littérature du Royaume-Uni en d'autres langues que l'anglais (en)

## Institutions
- Bibliothèque nationale d'Écosse
- Archives nationales d'Écosse
- The John Murray Archive (en)
- Musée des écrivains (Édimbourg) (en)
- Trésor de la poésie écossaise (en)  (1940)
- Association pour les études littéraires écossaises (AELE)
- Prix littéraires écossais (en)
  - Prix international du livre de Dundee, Liste des lauréats du Prix international du livre de Dundee (en)
- Bannatyne Club (1823-1861)
- Prix international du livre de Dundee
- Association pour les études littéraires écossaises

## Littérature gaëlique
- Gath (revue de littérature gaélique) (2003-2008)
- Gairm (revue de littérature gaélique) (1952-2002)
- Littérature en gaélique écossais

## Source
- (en) Cet article est partiellement ou en totalité issu de l’article de Wikipédia en anglais intitulé « Scottish literature » (voir la liste des auteurs).